# ジョンデル・カディス
ジョンデル・レオネル・カディス・フェルナンデス  (Jhonder Leonel Cádiz Fernández 1995年7月29日 - )は、ベネズエラ・ミランダ州カラカス出身のプロサッカー選手。FCファマリカンに所属している。ポジションはFW。

## 来歴
2012年3月29日の国内リーグのデポルティーボ・エル・ヴィギア戦でプロデビュー。2013年からはカラカスFCでプレーした。
2015年7月3日、ポルトガル・プリメイラ・リーガのウニオン・マデイラにローン移籍で加入。2015-16シーズンは23試合2得点を記録。翌年7月には、CDナシオナルに完全移籍するも、2016-17シーズンは12試合1得点で終了。2017-18シーズン開幕前にモレイレンセFCに移籍。2018年1月にモナガスFCに移籍し、11試合で7ゴールを決めた後、2018-19シーズンにヴィトーリア・セトゥーバルと契約し、リーガ復帰。31試合9得点を記録した、
2019年6月28日、SLベンフィカと2024年までの契約を締結した。その後2019-20シーズン開幕前にディジョンFCOへのローン移籍が決定。2019年11月1日のパリ・サンジェルマンFC戦では、後半2分に勝ち越しゴールを決め、リーグ王者相手に2-1の勝利をもたらした。
2020年9月8日、ナッシュビルSCへのローン移籍が発表。

## 代表歴
2011年から2年間、各ユース世代のベネズエラ代表に招集。2013年5月に、対エルサルバドル代表戦に向けてフル代表に招集されたが、試合の方は不出場で終了。2019年に再招集され、6月のエクアドル戦で代表デビューを果たした。